# Список серий мультсериала «Том и Джерри в детстве»
Список эпизодов мультсериала «Том и Джерри в детстве»:

## Эпизоды

### Сезон 1 (1990)
1. Flippin' Fido / Dakota Droopy & the Lost Dutch Boy Mine / Dog Daze Afternoon (Апорт, Фидо / Дакота Друппи и затерянный золотой прииск / Послеобеденный сон) — Пилотная начальная дата премьерного показа — 8 сентября 1990
2. Toys Will Be Toys / Droopy Delivers / My Pal (Много игрушек не бывает / Пиццерия Друппи / Мой друг) — дата премьерного показа — 15 сентября 1990
3. Prehistoric Pals / Super Droop & Dripple Boy Meet the Yolker / Marvelous Marvin (Доисторические друзья / Супер Друппи и малыш Дриппл против Петуха / Марвин Великолепный) — дата премьерного показа — 22 сентября 1990
4. Bat Mouse / Puss n' Pups / Outer Space Rover (Бэт-мышь / Кот и пёс / Космический скиталец) — дата премьерного показа — 29 сентября 1990
5. The Vermin / Aerobic Droopy / Mouse Scouts (Вредители / Аэробика Друппи / Мыши-скауты) — дата премьерного показа — 6 октября 1990
6. Sugar Belle Loves Tom, Sometimes / Super Duper Spike / Mall Mouse (Конфетка Бел любит Тома, иногда / Супер Дупер Спайк / Магазинная мышь) — дата премьерного показа — 13 октября 1990
7. Cosmic Chaos / Droopy of the Opera / Beach Bummers (Космический хаос / Друппи оперы / Пляжные вояки) — дата премьерного показа — 20 октября 1990
8. Gator Baiter / Hoodwinked Cat / Medieval Mouse (Крокодиловы слёзы / Кот — неудачник / Средневековая мышь) — дата премьерного показа — 27 октября 1990
9. Clyde to the Rescue / Droopio & Juliet / Maze Monster Zap Men (Клайд спешит на помощь / Друппео и Джульетта / Монстры-убийцы из лабиринта) — дата премьерного показа — 3 ноября 1990
10. Crash Condor / Yo Ho Ho…Bub / Scrub-a-Dub Tom (Крах Кондора / Йо хо хо…приятель / Мойдодыр — Том) — дата премьерного показа — 10 ноября 1990
11. No Biz Like Snow Biz / The Maltese Poodle / Cast Away Tom (Нет бизнеса прекраснее шоу-бизнеса / Мальтийский пудель / Кораблекрушение Тома) — дата премьерного показа — 17 ноября 1990
12. The Little Urfulls / Droopo: First Bloodhound / Indy Mouse 500 (Урфулята / Друппо: первый охотничий пес / Ралли-мышь 500) — дата премьерного показа — 24 ноября 1990
13. Exterminator Cometh / Foreign Legion Frenzy / Urfo Returns (Пришествие истребителя / Бешенство иностранного легиона / Урфо возвращается) — дата премьерного показа — 1 декабря 1990

### Сезон 2 (1991)
1. Circus Antics / Tres Sheik Poodles / Head Banger Buddy (Цирковые фокусы / Один шейх и два пуделя / Битый друг) — дата премьерного показа — 14 сентября 1991
2. Pump 'Em up Pals / Droopyland / The Exterminator Cometh…Again (Качайся, приятель / Друппилэнд / Второе пришествие истребителя) — дата премьерного показа — 21 сентября 1991
3. Jerry’s Mother / Stage Fright / Tom’s Terror (Мама Джерри / Страсть сцены / Террор Тома) — дата премьерного показа — 28 сентября 1991
4. Who Are You, Kitten? / Broadway Droopy / Pussycat Pirates (Котенок, ты чей? / Друппи на Бродвее / Кот-пират) — дата премьерного показа — 5 октября 1991
5. Father’s Day / Scourge of the Sky / Lightning Bolt the Super Squirrel (День отца / Кара небесная / Супер бельчонок — шаровая молния) — дата премьерного показа — 12 октября 1991
6. Amademouse / Muscle Beach Droopy / Perky the Fish Pinching Penguin (Амаде и мышь / Сила есть — ума не надо / Кто украл рыбу) — дата премьерного показа — 19 октября 1991
7. Slowpoke Antonio / Haunted Droopy / Wildmouse (Простофиля Антонио / Охота на Друппи / Дикая мышь) — дата премьерного показа — 26 октября 1991
8. Catch That Mouse / Good Knight Droopy / Birthday Surprise (Поймайте эту мышь / Хороший рыцарь Друппи / Сюрприз на день рождения) — дата премьерного показа — 2 ноября 1991
9. Cleocatra / McWolfenstein / Chase School (Клеокотра / Мак Вульфенштейн / Школа преследования) — дата премьерного показа — 9 ноября 1991
10. Zorrito / Deep Sleep Droopy / Hard to Swallow (Зоррито / Сладкий сон Друппи / Крепкий орешек) — дата премьерного показа — 16 ноября 1991
11. The Little Thinker / Rap Rat Is Where It’s At / My Pet (Маленький мыслитель / «Rap Rat» — крысенок-рэпер / Моя зверушка) — дата премьерного показа — 23 ноября 1991
12. The Calaboose Cal 495 / Return of the Chubby Man / Chumpy Chums (Кутузка Кэл 495 / Возвращение толстяка / Друзья-товарищи) — дата премьерного показа — 30 ноября 1991
13. Jerry Hood & Merry Meeces / Eradicator Droopy / Tyke on a Hike (Джерри Гуд и его веселые мыши / Истребитель Друппи / Тайк в походе) — дата премьерного показа — 7 декабря 1991

### Сезон 3 (1992)
1. The Planet Dogmania / McWolfula / Catawumpus Cat (Планета Собакомания / МакВулфула / Кот и котовасия) — дата премьерного показа — 12 сентября 1992
2. Pest in the West / Double 'O' Droopy / Tom, the Babysitter (Паразиты на западе / Друппи два нуля / Том-нянька) — дата премьерного показа — 19 сентября 1992
3. Gas Blaster Puss / Fear of Flying / Mess Hall Mouser (Супер скоростной кот / Страх полета / Мышь на кухне) — дата премьерного показа — 26 сентября 1992
4. Toliver’s Twist / Boomer Beaver / Pony Express Droopy (Толивер Твист / Бобр Бумер / Друппи и пони экспресс) — дата премьерного показа — 27 сентября 1992
5. Krazy Klaws / Tyke on a Bike / Tarmutt of the Apes (Жуткие когти / Велосипед Тайка / Тарпес — повелитель обезьян) — дата премьерного показа — 3 октября 1992
6. Tom’s Mermouse Mess-Up / Here’s Sand in Your Face / Deep Space Droopy (Том и мышь-русалка / Песочку тебе в лицо / Друппи из далекого космоса) — дата премьерного показа — 4 октября 1992
7. Termi-Maid / The Fish That Shoulda Got Away / Droopy’s Rhino (Горнишная-киборг / Рыба, которая должна была улизнуть / Носорог-Друппи) — дата премьерного показа — 10 октября 1992
8. The Break n' Entry Boyz / Love Me, Love My Zebra / Dakota Droopy Returns (Мальчики-взломщики / Люби меня, любимая зебра / Друппи дакота возвращается) — дата премьерного показа — 11 октября 1992
9. Doom Manor / Barbecue Bust-Up / The Fabulous Droopy & Dripple (Поместье смерти / Разборки на пикнике / Друппи и Дриппл великолепные) — дата премьерного показа — 17 октября 1992
10. S.O.S. Ninja / The Pink Powder Puff Racer / Car Wash Droopy (Ниндзя-спасатель / Гонка розовой пуфовки / Автомойщик Друппи) — дата премьерного показа — 18 октября 1992
11. Go-Pher Help / Downhill Droopy / Down in the Dumps (Суслик, на помощь / Друппи-лыжник / На свалке) — дата премьерного показа — 24 октября 1992
12. Catastrophe Cat / Droopy & the Dragon / Wildmouse II (Кот котострофа / Друппи и дракон / Дикая мышь 2) — дата премьерного показа — 25 октября 1992
13. Tom’s Double Trouble / High Seas Hijinks / Just Rambling Along (Двойные неприятности Тома / Большому кораблю большое плавание / Я здесь проездом) — дата премьерного показа — 31 октября 1992
14. The Watchcat / Go with the Floe / Pooches in Peril (Кот-охранник / Большая полярная гонка / Песики на службе) — дата премьерного показа — 1 ноября 1992
15. Catch as Cat Can / I Dream of Cheezy / Fraidy Cat (Поймай меня, если сможешь / Я мечтаю о сырмаке / Трусливый кот) — дата премьерного показа — 7 ноября 1992
16. Sing Along with Slowpoke / Dakota Droopy & the Great Train Robbery / Droopy Law (Пойте вместе с Простофилей / Дакота Друппи и большое ограбление поезда / Закон Друппи) — дата премьерного показа — 8 ноября 1992
17. Stunt Cat / See No Evil / This Is No Picnic (Трюкач / Не вижу зла / Это не пикник) — дата премьерного показа — 14 ноября 1992
18. Scrapheap Symphony / Circus Cat / Cajun Gumbo (Металоломная симфония / Цирковой кот / Офера и рагу) — дата премьерного показа — 15 ноября 1992
19. Hunter Pierre / Battered Up / Conquest of the Planet Irwin (Охотник Пьер / Бейсбольный матч / Соревнования на планете Ирвин) — дата премьерного показа — 21 ноября 1992
20. Big Top Droopy / Jerry & the Beanstalk / High Speed Hounds (Друппи лучше всех / Джерри и бобовый стебель / Самые быстрые гончие) — дата премьерного показа — 22 ноября 1992
21. Penthouse Mouse / Twelve Angry Sheep / The Ant Attack (Мышь в пентхаусе / 12 злобных овечек / Муравьиная атака) — дата премьерного показа — 28 ноября 1992
22. Mouse with a Message / It’s the Mad, Mad, Mad, Mad, Dr. McWolf / Wild World of Bowling (Мышь с посланием / Этот безумный, безумный, безумный, безумный, доктор МакВульф / Жестокий мир боулинга) — дата премьерного показа — 29 ноября 1992
23. Star Wrek / Droop & Deliver / Swallow the Swallow (Звездный кошмар / Друппи доставка — быстро и безопасно / Добудь воробушка) — дата премьерного показа — 5 декабря 1992
24. Lightning Bolt-The Super Squirrel-Strikes Again / Surely You Joust / Rootin' Tootin' Slowpoke (Молния-супер белка наносит ответный удар / Как скажите ваше Величество / Тот самый медляк) — дата премьерного показа — 6 декабря 1992
25. Firehouse Mouse / The Wrath of Dark Wolf / Pound Hound (Мышь в пожарном дэпо / Возвращение темного волка / Сыщик) — дата премьерного показа — 12 декабря 1992
26. The Ghost of Castle McLochjaw / A Thousand Clones / Roughing It (Призрак замка МакКлык / Тысяча клонов / Тренируйся) — дата премьерного показа — 13 декабря 1992

### Сезон 4 (1993)
1. As the Cheese Turns / McWerewolf of London / Grab That Bird (Сырная круговерть / МакВервольф из Лондона / Хватай птичку) — дата премьерного показа — 11 сентября 1993
2. Cave Mouse / McWolfenstein Returns / Destructive Construction (Пещерная мышь / МакВульфенштейн возвращается / Расстроенна стройка) — дата премьерного показа — 18 сентября 1993
3. Alien Mouse / Droopy Man / Abusement Park (Инопланетная мышь / Друппи-мэн / Парк унижений) — дата премьерного показа — 25 сентября 1993
4. Martian Mouse / Dark Wolf Strikes Back / Knockout Pig (Марсианская мышь / Тёмный волк наносит ответный удар / Свинский нокаут) — дата премьерного показа — 2 октября 1993
5. Musketeer Jr. / Galaxy Droopy / Return of the Ants (Мушкетёр-младший / Галактический Друппи / Муравьи возвращаются) — дата премьерного показа — 9 октября 1993
6. Droopy Man Returns / Tom Thumped / Droopnet (Друппи-мэн возвращается / Неудача Тома / Друппи-сыщик) — дата премьерного показа — 16 октября 1993
7. Right Brother Droopy / Cheap Skates / Hollywood Droopy (Друппи Брат-Райт / Дешёвые коньки / Друппи в Голливуде) — дата премьерного показа — 23 октября 1993
8. Fallen Archers / When Knights Were Cold / The Mouth Is Quicker Than the Eye (Падшие лучники / Когда рыцари были суровыми / Язык быстрее чем глаз) — дата премьерного показа — 30 октября 1993
9. Mutton for Punishment / Cat Counselor Cal / Termite Terminator (Овца отпущения / Кутузка-Кэл — кот-консультант / Уничтожитель термитов) — дата премьерного показа — 6 ноября 1993
10. Bride of McWolfenstein / Hillbilly Hootenanny / El Smoocho (Невеста МакВульфенштейна / Деревенские разборки / Эль чмок) — дата премьерного показа — 13 ноября 1993
11. Droopy Hockey / Hawkeye Tom / No Tom Like the Present (Друппи играет в хоккей / Том — соколиный глаз / Нет лучше Тома чем тот, который уже есть) — дата премьерного показа — 20 ноября 1993
12. Dirty Droopy / Two Stepping Tom / Disc Temper (Грязный Друппи / Танцующий Том / Любитель тарелки) — дата премьерного показа — 27 ноября 1993
13. Order in Volleyball Court / King Wildmouse / Space Chase (Порядок на волейбольном поле / Король дикая мышь — десятое чудо света / Космическое турне) — Последняя дата премьерного показа 4 декабря 1993